# Hybristofilia
Hybristofilia – parafilia, w której jedynym lub preferowanym obiektem pożądania seksualnego mogą być osoby, które popełniły przestępstwo. Często nakierowana na osoby, które w społecznym odczuciu popełniły szczególnie brutalne zbrodnie, np. morderstwo czy gwałt.
Według Sheili Isenberg hybristofilię często stwierdza się u kobiet, które przeżyły trudne dzieciństwo, były ofiarami nadużyć seksualnych bądź innego znęcania się nad nimi. W swojej książce „Women who love men who kill”, twierdzi ona, że kobiety te poszukują mężczyzn, których mogą kontrolować i którzy im nie zaszkodzą, dlatego idealni są dla nich mężczyźni w więzieniach.
Wiadomo, że na przykład: Charles Manson i Ted Bundy mieli wiele hybristofilicznych zwolenniczek. Rosnącą bazę takich fanek przypisuje się też takim postaciom jak Anders Breivik, Luka Magnotta, James Holmes czy Nikolas Cruz. Hybristofiliczne zwolenniczki ma też Elliot Rodger, który popełnił masowe morderstwo motywując to brakiem partnerki.
W kulturze popularnej hybristofilię uwieczniono w komiksach o Jokerze (największym wrogu Batmana), w którym zakochała się lecząca go psychiatra Harley Quinn.